# E già
Čtrnácté Battistiho album E già se v roce 1982 v Itálii stalo po dobu čtyř týdnů nejprodávanějším albem a 14. nejprodávanějším v celém roce 1982. Bylo nahráno v Londýně. Bylo to první album vydané po rozchodu dvojice Battisti-Mogol. Dodnes není jasné proč se tak sehraná dvojka rozešla, zvlášť po obrovském úspěchu předešlého alba. Pravděpodobně chtěl Battisti dále experimentovat a Mogolovi se už další pokusy nezamlouvaly. Spekuluje se, že šlo o spory ve společném vydavatelství Numero Uno nebo o společnou rezidenci v Dosso di Coroldo v Brianze. Texty tedy pod pseudonymem Velezia napsala Battistiho manželka Grazia Letizia Veronese. Oproti Mogolovým jsou jasné a přímé.
Z celého alba je poznat, že bylo vytvořeno takříkajíc doma. Lucio napsal melodii, Grazia napsala text a Lucio jej pravděpodobně doplnil, malý Luca nakreslil přebal. Na přebalu jsou také vidět poslední oficiální uveřejněné umělcovy fotografie. Kritice se takový přístup nelíbil, přesto se co prodejů mohlo album zařadit mezi předešlé a stále zůstávalo lepší než následující.
 Od tohoto alba používá Battisti téměř výhradně elektrické syntetické nástroje a zvuky.

V písni Mistero učinil Battisti jisté poznámky na adresu Mogola, což ještě zvýšilo tlak mezi oběma a vedlo to až k tomu, že Mogol roku 1990 prohlásil, že už nebude více poslouchat Battistiho disky. Ve Windsurf windsurf poukazuje Battisti na sport, který si tehdy oblíbil.

## Seznam skladeb
1. Scrivi il tuo nome - 2:25
2. Mistero - 3:05
3. Windsurf windsurf - 2:47
4. Rilassati e ascolta - 3:20
5. Non sei più solo - 2:46
6. Straniero - 4:42
7. Registrazione - 2:26
8. La tua felicità - 2:18
9. Hi-Fi - 2:44
10. Slow-Motion - 3:56
11. Una Montagna - 3:40
12. E già - 2:57